# Distrito da Floresta Ocidental
O Distrito da Floresta Ocidental (em alemão:  Westerwaldkreis) é um distrito (kreis ou landkreis) da Alemanha localizado no estado da Renânia-Palatinado, na Floresta Ocidental.

## Cidades e municípios
| Verbandsgemeinden | Verbandsgemeinden | Verbandsgemeinden | Verbandsgemeinden |
| --- | --- | --- | --- |
| - 1. Bad Marienberg 1. Bad Marienberg1, 2 2. Bölsberg 3. Dreisbach 4. Fehl-Ritzhausen 5. Großseifen 6. Hahn bei Marienberg 7. Hardt 8. Hof 9. Kirburg 10. Langenbach bei Kirburg 11. Lautzenbrücken 12. Mörlen 13. Neunkhausen 14. Nisterau 15. Nistertal 16. Norken 17. Stockhausen-Illfurth 18. Unnau - 2. Hachenburg 1. Alpenrod 2. Astert 3. Atzelgift 4. Borod 5. Dreifelden 6. Gehlert 7. Giesenhausen 8. Hachenburg1, 2 9. Hattert 10. Heimborn 11. Heuzert 12. Höchstenbach 13. Kroppach 14. Kundert 15. Limbach 16. Linden 17. Lochum 18. Luckenbach 19. Marzhausen 20. Merkelbach 21. Mörsbach 22. Mudenbach 23. Mündersbach 24. Müschenbach 25. Nister 26. Roßbach 27. Steinebach an der Wied 28. Stein-Wingert 29. Streithausen 30. Wahlrod 31. Welkenbach 32. Wied 33. Winkelbach | - 3. Höhr-Grenzhausen 1. Hilgert 2. Hillscheid 3. Höhr-Grenzhausen1, 2 4. Kammerforst - 4. Montabaur 1. Boden 2. Daubach 3. Eitelborn 4. Gackenbach 5. Girod 6. Görgeshausen 7. Großholbach 8. Heilberscheid 9. Heiligenroth 10. Holler 11. Horbach 12. Hübingen 13. Kadenbach 14. Montabaur1, 2 15. Nentershausen 16. Neuhäusel 17. Niederelbert 18. Niedererbach 19. Nomborn 20. Oberelbert 21. Ruppach-Goldhausen 22. Simmern 23. Stahlhofen 24. Untershausen 25. Welschneudorf - 5. Ransbach-Baumbach 1. Alsbach 2. Breitenau 3. Caan 4. Deesen 5. Hundsdorf 6. Nauort 7. Oberhaid 8. Ransbach-Baumbach1, 2 9. Sessenbach 10. Wirscheid 11. Wittgert | - 6. Rennerod 1. Bretthausen 2. Elsoff 3. Hellenhahn-Schellenberg 4. Homberg 5. Hüblingen 6. Irmtraut 7. Liebenscheid 8. Neunkirchen 9. Neustadt 10. Niederroßbach 11. Nister-Möhrendorf 12. Oberrod 13. Oberroßbach 14. Rehe 15. Rennerod1, 2 16. Salzburg 17. Seck 18. Stein-Neukirch 19. Waigandshain 20. Waldmühlen 21. Westernohe 22. Willingen 23. Zehnhausen bei Rennerod - 7. Selters 1. Ellenhausen 2. Ewighausen 3. Freilingen 4. Freirachdorf 5. Goddert 6. Hartenfels 7. Herschbach 8. Krümmel 9. Marienrachdorf 10. Maroth 11. Maxsain 12. Nordhofen 13. Quirnbach 14. Rückeroth 15. Schenkelberg 16. Selters1, 2 17. Sessenhausen 18. Steinen 19. Vielbach 20. Weidenhahn 21. Wölferlingen | - 8. Wallmerod 1. Arnshöfen 2. Berod bei Wallmerod 3. Bilkheim 4. Dreikirchen 5. Elbingen 6. Ettinghausen 7. Hahn am See 8. Herschbach 9. Hundsangen 10. Kuhnhöfen 11. Mähren 12. Meudt 13. Molsberg 14. Niederahr 15. Oberahr 16. Obererbach 17. Salz 18. Steinefrenz 19. Wallmerod¹ 20. Weroth 21. Zehnhausen bei Wallmerod - 9. Westerburg 1. Ailertchen 2. Bellingen 3. Berzhahn 4. Brandscheid 5. Enspel 6. Gemünden 7. Girkenroth 8. Guckheim 9. Halbs 10. Härtlingen 11. Hergenroth 12. Höhn 13. Kaden 14. Kölbingen 15. Langenhahn 16. Pottum 17. Rotenhain 18. Rothenbach 19. Stahlhofen am Wiesensee 20. Stockum-Püschen 21. Weltersburg 22. Westerburg1, 2 23. Willmenrod 24. Winnen - 10. Wirges 1. Bannberscheid 2. Dernbach 3. Ebernhahn 4. Helferskirchen 5. Leuterod 6. Mogendorf 7. Moschheim 8. Niedersayn 9. Ötzingen 10. Siershahn 11. Staudt 12. Wirges1, 2 |
| ¹sede do Verbandsgemeinde; ²cidade | | | |